# Европско првенство у атлетици за млађе сениоре 2013 — 1.500 метара за жене
Такмичење у трчању на 1.500 метара у женској конкуренцији на 9. Европском првенству у атлетици за млађе сениоре 2013. у Тампереу одржано је 13. и 14. јула 2013. на стадиону Ратина.
Титулу освојену у Острави 2011, није бранила Тугба Каракаја из Турске.

## Земље учеснице
Учествовало је 23 такмичарки из 17 земаља.
1. Белгија (1)
2. Грузија (1)
3. Италија (1)
4. Немачка (1)
5. Норвешка (1)
6. Пољска (1)
7. Румунија (2)
8. Русија (3)
9. Србија (1)
10. Турска (2)
11. Уједињено Краљевство (1)
12. Украјина (1)
13. Холандија (1)
14. Чешка (1)
15. Швајцарска (1)
16. Шведска (1)
17. Шпанија (3)

## Освајачи медаља
|                     |                      |                                |
| Амела Терзић Србија | Корина Харер Немачка | Лора Мјур Уједињено Краљевство |

## Сатница
| Датум   | Време | Коло          |
| ------- | ----- | ------------- |
| 13. јул | 10:40 | Квалификације |
| 14. јул | 15:40 | Финале        |

## Резултати

### Квалификације
Такмичење је одржано 13. јула 2013. године. Такмичарке су подељене у 2 групе:прву са 11 и другу са 12 атлетичарки. У финале су пласиране по 4 првопласиране из обе групу (КВ) и четири по постигнутом резултату (кв).
Старт: Група 1 у 10:40 и група 2 у 10:50.
| Место | Група | Атлетичарка           | Земља                | Ретзултат | Белешка |
| ----- | ----- | --------------------- | -------------------- | --------- | ------- |
| 1.    | 1     | Корина Харер          | Немачка              | 4:11,85   | КВ      |
| 2.    | 1     | Ана Шагина            | Русија               | 4:12,82   | КВ      |
| 3.    | 1     | Амела Терзић          | Србија               | 4:14,64   | КВ      |
| 4.    | 2     | Морин Костер          | Холандија            | 4:15,00   | КВ      |
| 5.    | 2     | Лора Мјур             | Уједињено Краљевство | 4:15,19   | КВ      |
| 6.    | 2     | Јоана Доага           | Румунија             | 4:15,21   | КВ, ЛРС |
| 7.    | 1     | Клаудија Бобочеа      | Румунија             | 4:15,84   | КВ, ЛР  |
| 8.    | 2     | Елиф Карабулут        | Турска               | 4:15,89   | КВ, ЛР  |
| 9.    | 1     | Ајвика Маланова       | Русија               | 4:15,91   | кв      |
| 10.   | 2     | Giulia Viola          | Италија              | 4:16,17   | кв      |
| 11.   | 1     | Моника Халаса         | Пољска               | 4:17,26   | кв, ЛР  |
| 12.   | 2     | Cristina Juan         | Шпанија              | 4:17,62   | кв, ЛР  |
| 13.   | 2     | Дијана Мезулијаникова | Чешка                | 4:18,24   | ЛР      |
| 14.   | 2     | Јулија Кутах          | Украјина             | 4:19,23   |         |
| 15.   | 2     | Марта Перез           | Шпанија              | 4:19,74   | ЛР      |
| 16.   | 1     | Кајса Бар             | Шведска              | 4:20,05   | ЛР      |
| 17.   | 1     | Бланка Фернандез      | Шпанија              | 4:20,71   |         |
| 18.   | 1     | Andrina Schlapfer     | Швајцарска           | 4:21,72   |         |
| 19.   | 1     | Есин Бахар Долек      | Турска               | 4:22,30   | ЛР      |
| 20.   | 2     | Ингеборг Ловнес       | Норвешка             | 4:24,02   |         |
| 21.   | 2     | Ксенија Козхедуб      | Русија               | 4:17,61   |         |
| 22.   | 1     | Зенобие Вангансбеке   | Белгија              | 4:27,41   |         |
| 23.   | 1     | Gaiane Ustian         | Грузија              | 4:45,18   |         |

### Финале
Такмичење је одржано 14. јула 2013. године у 15:40.
| Место | Атлетичарка      | Земља                | Резултат | Белешка       |
| ----- | ---------------- | -------------------- | -------- | ------------- |
|       | Амела Терзић     | Србија               | 4:05,69  | РЕПнс, НР, ЛР |
|       | Корина Харер     | Немачка              | 4:07,71  |               |
|       | Лора Мјур        | Уједињено Краљевство | 4:08,19  |               |
| 4.    | Јоана Доага      | Румунија             | 4:08,80  | ЛР            |
| 5.    | Giulia Viola     | Италија              | 4:11,61  |               |
| 6.    | Ајвика Маланова  | Русија               | 4:12,99  |               |
| 7.    | Ана Шагина       | Русија               | 4:15,38  |               |
| 8.    | Елиф Карабулут   | Турска               | 4:19,87  |               |
| 9.    | Клаудија Бобочеа | Румунија             | 4:20,39  |               |
| 10.   | Cristina Juan    | Шпанија              | 4:21,32  |               |
| 11.   | Моника Халаса    | Пољска               | 4:25,42  |               |
|       | Морин Костер     | Холандија            | НЗ       |               |

### Пролазна времена
| Дистанца | Атлетичарка    | Држава  | Време   |
| -------- | -------------- | ------- | ------- |
| 400 м    | Елиф Карабулут | Турска  | 1:05,62 |
| 800 м    | Корина Харер   | Немачка | 2:14,63 |
| 1.200 м  | Корина Харер   | Немачка | 3:19,50 |